# Chloridolum thomsoni
Chloridolum thomsoni là một loài bọ cánh cứng trong họ Cerambycidae.